# Pseudochorisodontium gymnostomum
Pseudochorisodontium gymnostomum là một loài Rêu trong họ Dicranaceae. Loài này được (Mitt.) C. Gao et al. miêu tả khoa học đầu tiên năm 1999.